# Алоэ коротколистное
Ало́э коротколи́стное (лат. Aloe brevifolia) — растение из рода Алоэ (Aloe) семейства Асфоделовые.
Листья собраны в розетку, в ней содержится 30—40 листьев. Форма ланцетная, длина 7—11 см, ширина у основания 2,5 см. Пятна и полосы отсутствуют. Снизу листья плоские, в верхней части с шипами, ширина листа посередине 0,6—0,9 см. Шипы находятся по краям листа, беловатого цвета, длина 0,2—0,3 см. Цветонос достигает в высоту 30 см, на нём расположены кроющие листья. Соцветие — кисть, плотная, длина 15 см, ширина 8 см. Цветки расположены на небольших цветоножках длиной 1,2—2,5 см, красного цвета. Длина цветков 3—3,5 см.
Алоэ коротколистное распространено в Западной Капской области Южной Африки. Естественные места обитания — холмистые саванны.